# Neurophyseta mollitalis
Neurophyseta mollitalis is een vlinder uit de familie van de snuitmotten (Pyralidae). De wetenschappelijke naam van de soort is voor het eerst gepubliceerd in 1912 door William Schaus.
De soort komt voor in Costa Rica, Panama, Colombia, Bolivia.